# Spirostreptus semicylindricus
Spirostreptus semicylindricus är en mångfotingart som beskrevs av Voges 1878. Spirostreptus semicylindricus ingår i släktet Spirostreptus och familjen Spirostreptidae. Inga underarter finns listade i Catalogue of Life.